# Любомир Сагаев
Любомир Константинов Сагаев е виден български музиколог и общественик.

## Биография
Любомир Сагаев е роден през 1917 година в семейството на Константин Сагаев (1889 – 1963) – писател, театрал, дипломат и основател на Българската драматическа школа, и на актрисата Олга Сагаева (1891 – 1968). Негов брат е композиторът Димитър Сагаев (1915 – 2003).
През 1941 година завършва Теоретичния отдел на Държавната музикална академия, където негови преподаватели са проф. Панчо Владигеров (пиано) и проф. Веселин Стоянов (теория). Професионалният му път започва още по време на следването, когато работи като пианист в театър „Одеон“ и корепетитор в Софийската народна опера.
В периода 1945 – 1951 година Любомир Сагаев работи като музикален редактор в Радио София.
През 1951 година започва работа в Софийската държавна филхармония: първо на длъжност артистичен секретар (до 1956), а впоследствие от 1961 до 1973 година – като неин директор. От 1973 до 1977 е директор на Българския културен център във Варшава.
Голяма част от дейността му е посветена на Съюза на българските композитори, където е организационен секретар в периода 1958 – 1961 година и заместник-председател от 1980 година.
В Столичния съвет за култура Сагаев заема поста заместник-председател между 1977 и 1980 година.
Сагаев развива сериозна дейност като музикален критик, лектор, публицист и популяризатор на класическата музика в България. Автор е на голям брой радиопредавания, анотации към програмите на Филхармонията, брошури, статии с музикална критика.
През 1977 година е удостоен с почетното звание „Заслужил деятел на изкуството“.